# Najada (księżyc)
Najada (Neptun III) – księżyc Neptuna. Nazwa księżyca pochodzi od najad z mitologii greckiej. 
Najada została odkryta we wrześniu 1989 roku na zdjęciach zrobionych przez sondę Voyager 2. Była ostatnim z księżyców odkrytych podczas jej przelotu obok Neptuna, została oznaczona S/1989 N 6.
Ma nieregularny kształt i nie wykazuje śladów jakiejkolwiek modyfikacji geologicznej. Orbita Najady znajduje się wewnątrz granicy Roche’a Neptuna, przez co siły pływowe działające na ten księżyc spowodują, że pewnego dnia rozpadnie się on, a jego pozostałości zasilą pierścień planety.